# Kanton Aspres-sur-Buëch
Kanton Aspres-sur-Buëch (fr. Canton d'Aspres-sur-Buëch) je francouzský kanton v departementu Hautes-Alpes v regionu Provence-Alpes-Côte d'Azur. Tvoří ho osm obcí.

## Obce kantonu
- Aspremont
- Aspres-sur-Buëch
- La Beaume
- La Faurie
- La Haute-Beaume
- Montbrand
- Saint-Julien-en-Beauchêne
- Saint-Pierre-d'Argençon